# Hans Lorenz von Kuefstein
Hans Lorenz I. von Kuefstein (auch Laurenz) (* um 1496; † 24. April 1547, begraben in Röhrenbach), war österreichischer Adeliger und Landuntermarschall von Niederösterreich.

## Leben
Hans Lorenz war der Sohn von Johann Georg II. von Kuefstein (1446–1525) und Katharina Püchler, Tochter von Ulrich Püchler von Rieggers und Margareta (Marusch) Hager von Allentsteig. 
Hans Lorenz war Pfleger zu Senftenberg (1533) und ab 1537 Verordneter des nö. Landtages und gleichzeitig Kriegszahlherr der Stände. 1538 wurde er Ausschussmitglied und 1540–1541 Rait-Kommissär. Von ungefähr 1541 bis 1543 war er Landuntermarschall und damit verbunden königlicher Rat. Als Untermarschall ließ er das erste Inventar des Archives der Landstände erstellen. Er begann auch das private Archiv der Kuefsteiner aufzubauen. Hans Lorenz kauft 1534 vom Vermögen seiner Gattin Barbara Volkra Veste und Herrschaft Greillenstein von deren Verwandten. 
Hans Lorenz Ritter von Kuefstein heiratete um 1524 Barbara Volkra, Tochter von Stephan von Volckra zu Dornach und Barbara Thalheim (Thalhamm). Von den mindestens sieben Kindern erreichten nur Hans Georg III., der spätere niederösterreichische Vicedom, und vier Töchter das Erwachsenenalter.